# إعتام عالمي

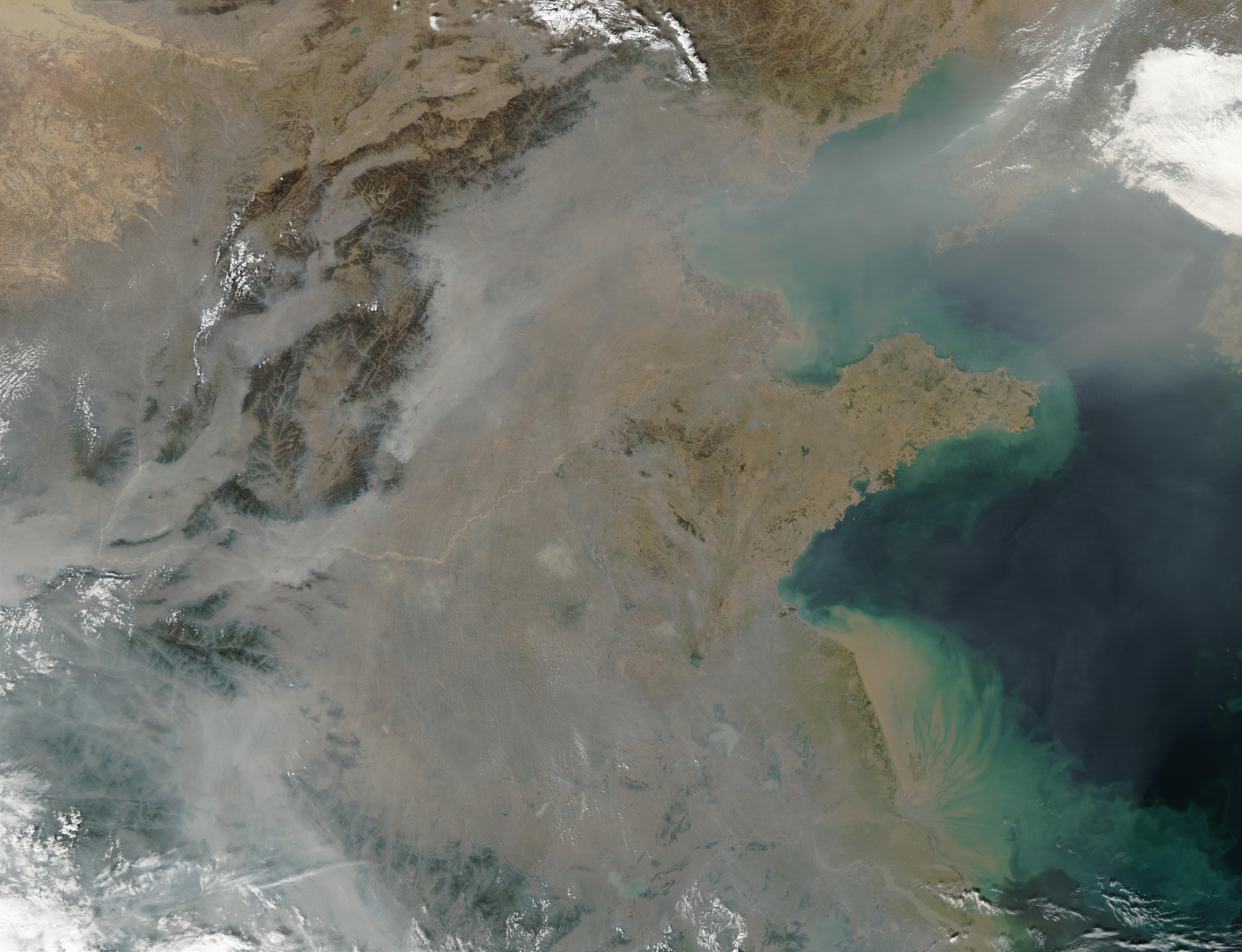
صورة ملتقطة بواسطة قمر صناعي تابع لناسا تظهر طبقة كثيفة من الدخان والضباب فوق شرق الصين.

الإعتام العالمي هو التناقص التدريجي في الأشعة الشمسية الواصلة إلى سطح الأرض، وقد لوحظ خلال فترة امتدت لعقود منذ البدء بالقياسات المنظمة لنسبة الإعتام العالمي سنة 1950. تختلف نسبة الإعتام تبعًا للمكان، لكن مجمل الإشعاع الشمسي على سطح الأرض تناقص 4% في فترة امتدت لثلاثة عقود من عام 1960 إلى عام 1990. لكن بعد عام 1990، بدأت قيمة الإشعاع الشمسي بالتزايد قليلاً مع استثناء سنة 1991 التي شهدت انفجار بركان جبل بيناتوبو.
يعتقد أن الإعتام العالمي نتج عن زيادة في تركيز جزيئات ملوثة في الغلاف الجوي مثل ضبوب السيلفات بسبب النشاط البشري. أما النزعة بالانتقال من الإعتام العالمي إلى الإضاءة العالمية فهي نتيجة تناقص الضبوب في الغلاف الجوي.
ارتبط الإعتام العالمي بدورة الماء، حيث يقل معدل التبخر وقد يترافق بتناقص هطول الأمطار في مناطق أخرى. كما ينشأ عن الإعتام العالمي أثر تبريدي للأرض، مما يؤدي إلى حجب جزئي في ظاهرة الاحتباس الحراري وبالتالي الاحترار العالمي. ويعتقد أن التلاعب المتعمد بالإعتام العالمي سيكون جزءً من تقنيات الهندسة المناخية للتخفيض من أثر الاحترار العالمي.

## المسببات والآثار
يعتقد أن المسؤول عن الإعتام العالمي هو ازدياد نسبة وجود جزيئات الضبوب في الغلاف الجوي بسبب النشاطات البشرية، حيث تمتص الضبوب وجزيئات أخرى الطاقة الشمسية وتعكسها لتعود إلى الفضاء[ ؟ ]. ويمكن أن تشكل هذه الجزيئات ما يعرف بالسحب مركزة النوى وتتجمع قطرات الماء في السحب حول هذه الجزيئات. وبالتالي ستؤدي زيادة انبعاث هذه الجزيئات إلى رفع تركيز هذه الجزئيات في الغلاف الجوي، والتي بدورها ستنشئ سحبًا تحوي على عدد هائل من قطرات الماء الصغيرة، وهذه القطرات الصغيرة كثيفة العدد تجعل السحب أكثر عكسًا لأشعة الشمس، لذا فإن نسبة أكبر من الإشعاع الشمسي ستنعكس عائدةً إلى الفضاء ونسبة أقل ستصل إلى الأرض. وقد لوحظ ضمن النموذج الافتراضي، أن هذه الأشعة الشمسية ستنقص من هطول الأمطار.
تعترض السحب الطاقة الحرارية القادمة من كل من الشمس والأرض، وتأثيرها معقد جدًا ومتغير تبعًا للوقت خلال اليوم والمكان والارتفاع. وبشكل عام يمكن القول أنه خلال وقت النهار تعترض السحب الطاقة القادمة من الشمس معطيةً أثرًا تبريديًا، أما خلال الليل فإنها تعترض الحرارة الصادرة من الأرض، مما يؤدي إلى إبطاء ضياع الحرارة من الأرض.

## الأبحاث
في أواخر الستينات، قام ميخائيل بوديكو سنة 1960 بالعمل على نموذج بسيط ثنائي الأبعاد للتوازن الحراري للمناخ ليستكشف انعكاسية الجليد، فوجد أن بياض الجليد ينتج عنه دورة إيجابية في المناخ الأرضي، حيث كلما زادت كمية الثلج والجليد، كلما زاد انعكاس الأشعة الشمسية إلى الفضاء الخارجي، وبالتالي تزداد البرودة وتزداد نسبة الثلوج. كما وجد بعض الباحثين الآخرين أن التلوث أو الثورات البركانية ستؤدي إلى ظهور عصر جليدي جديد.
في منتصف عام 1980، اكتشف آتسومو أوهامورا، باحث جغرافي في المعهد الفدرالي السويسري، أن كمية الأشعاع الشمسي التي ضربت سطح الأرض قد تناقصت بنسبة 10% في العقود الثلاثة السابقة لبحثه، وهو ما يتناقض مع ظاهرة الاحترار العالمي حيث ارتفعت الحرارة بشكل تدريجي منذ سنة 1970. وقد نشر أوهامورا بحثه سنة 1989 بعنوان التغيرات القياسية للإشعاعات العالمية في أوروبا. تبعت هذه الأبحاث أبحاث مماثلة، فنشر "فيفي روساك" سنة 1990 بحثًا بعنوان اتجاهات الإشعاع الشمسي، الغيوم والشفافية في الغلاف الجوي خلال العقود الأخيرة في إستونيا, كما نشر بيت ليبيرت سنة 1994 بحثًا بعنوانالإشعاع الشمسي في ألمانيا - الإتجاهات التي لوحظت وتقييم أسبابها". وقد لوحظ الإعتام في كل أرجاء الاتحاد السوفيتي. كما نشر غيري ستانهيل الذي درس هذه الظاهرة حول العالم بحثًا باسم الإعتام العالمي.
كما سجل باحثين مستقلين من إسرائيل وهولندا سنة 1980 تناقص كمية ضوء الشمس، على الرغم من الأدلة المنتشرة من أن المناخ في حالة ارتفاع حراري. تختلف نسبة الإعتام تبعًا للمنطقة، لكن النسبة المتوسط لتناقص الإعتام العالمي تتراوح ما بين 2-3 % لكل عقد. وقد انعكست هذه النزعة في الإعتام منذ سنة 1990،
ومن الصعب إجراء قياسات دقيقة، ويرجع ذلك إلى صعوبة معايرة دقة الأدوات المستخدمة، ومشكلة التغطية المكانية. ومع ذلك، فإن التأثير الحالي مؤكد تقريبًا. إن التغير بنسبة 2-3% المذكور أعلاه هو نتيجة تغيرات ضمن الغلاف الجوي الأرضي. لا تتغير قيمة الإشعاع الشمسي في أعلى الغلاف الجوي بأكثر من جزء عشري من الكمية الكلية للتغير.

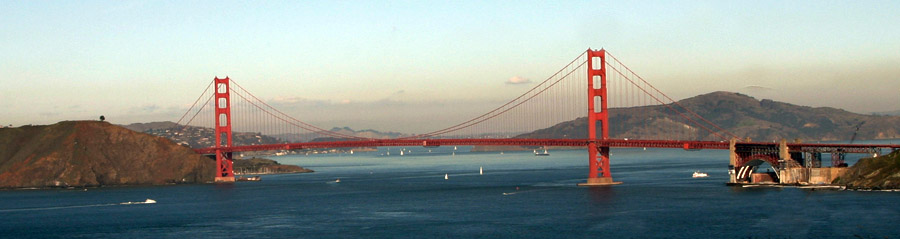
الضبخان فوق جسر البوابة الذهبية وهو يساهم في الإعتام العالمي.

يختلف هذا التأثير تبعًا للمنطقة على سطح الأرض، وفيما يلي القيم المتوسطة على سطح الأرض:
- تناقص 5.3% بما يعادل 9 واط/م2 بين عامي 1958 و1985 (وفق أبحاث ستانهيل ومورشيت سنة 1992).[15]
- تناقص 2% بين عامي 1964 و1993 (وفق بحث لجيلجن نشر سنة 1998).[16]
- 2.7% حتى عام 2000 (وفق بحث لستانهيل وكوهين سنة 2001).[17]
- 4% ما بين عامي 1961 حتى 1990 (وفق بحث لليبيرت نشر سنة 2002)[18]

مع ملاحظة أن هذه الأرقام هي للإعتام على سطح الأرض وليس لمتوسط الإعتام العالمي، بالإضافة إلى أن قيمة الإعتام أو الإضاءة فوق سطح المحيطات غير معروفة، وقد أجريت بعض القياسات المحدودة لحوالي 643.7 كم في المحيط الهندي من الهند إلى جزر المالديف.
أظهر عرض قام به ويلد وآخرون سنة 2009 تغيرات كبيرة في التاثير تبعًا للمنطقة والوقت، فكان هناك تأثير للإضاءة قبل سنة 2000 في أنحاء واسعة من أوروبا والولايات المتحدة الأمريكية وكوريا، بل وبعض المناطق في القارة القطبية الجنوبية في التسعينات، نتيجة ثورة بركان جبل بيناتوبو وظلت حتى سنة 2000. كما ظهر تأثيرات الإضاءة في بعض مناطق اليابان. أما في الصين، فكان هناك أدلة على تجدد الإعتام بعد استقراره سنة 1990. كما لوحظ آثار إعتام مستمر منذ فترة طويلة على مناطق واسعة من الهند. وعمومًا، تشير البيانات المتاحة إلى استمرار الإضاءة لما بعد عام 2000 في العديد من المواقع، لكنه أقل وضوحًا عما كان عليه سنة 1990 وتزايد المناطق التي لا يوجد بها أي تغيرات زيادة أو نقصان. لذلك قد يكون الاحتباس الحراري بعد عام 2000 أقل عن طريق تضمين اختلافات السطوح المعرضة للشمس، عما كانت عليه في العقود السابقة. وقد كان التناقص الأكبر في المناطق القطبية الشمالية للكرة الأرضية.
كما أظهرت أبحاث أن الأشعة تحت الحمراء وأشعة الضوء المرئي أكثر تضررًا من ظاهرة الإعتام من الأشعة فوق البنفسجية.

## بيانات أحواض التبخر
على مدى عقود، لم يهتم أحد بملاحظة قياسات أحواض التبخر، لكن في التسعينات رصد العلماء في أوروبا وأمريكا الشمالية وإسرائيل أمرًا غريبًا، فقد لاحظوا أن معدل التبخر كان يتناقص على الرغم من أنه كان من المتوقع أن يزداد بسبب تأثير الاحترار العالمي. كما لوحظت نفس هذه الملاحظات في الصين في نفس الفترة. مما يشيير إلى انخفاض الإشعاع الشمسي كسبب مباشر لهذه الظاهرة. لكن لم يترافق تناقص الإشعاع الشمسي في الصين مع ازدياد السحب كما في باقي المناطق في العالم. وقد أرجع ذلك إلى أن الضبوب لعب دورًا محوريًا في تخفيض الإشعاع الشمسي في الصين.
وقد أشارت سلسلة تلفزيونية عرضت على بي بي سي إلى أن علماء المناخ يعتبرون تناقص معدلات التبخر الدليل الأكثر وضوحًا عن الإعتام العالمي. من السهل إجراء تجارب أحواض التبخر مع معدات قليلة التكلفة، وهناك العديد من الأحواض المستخدمة في الزراعة في جميع أنحاء العالم ولا يعتمد معدل التبخر فقط على نسبة الإشعاع الشمسي، فهناك عاملين هامين هما ضغط التبخر وسرعة الرياح. وقد تماثلت البيانات المستنتجة من مراقبة أحواض التبخر وبيانات مقياس الأشعة، كما ملأت الفجوات في البيانات التي تم إحرازها من خلال مقياس الإشعاع السماوي.

## الأسباب المحتملة

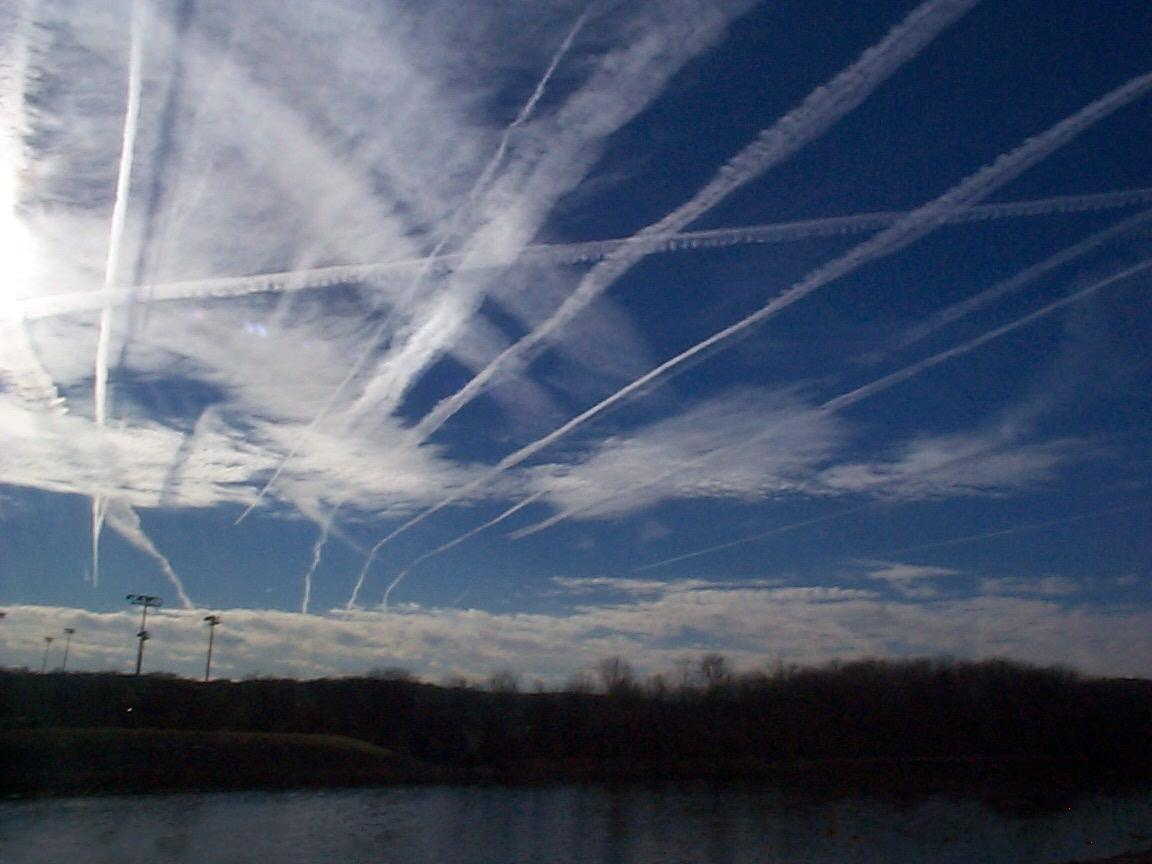
صورة لوكالة ناسا تظهر أعمدة الدخان المنطلقة من الطائرات والتي تساهم في الإعتام العالمي.

يحرر الاحتراق غير الكامل للوقود الأحفوري (مثل المازوت أو حرق الخشب) الكربون الأسود في الهواء. على الرغم من الكربون الأسود، ومعظمه من السناج، هو مركب إضافي مساهم بنسبة صغيرة في تلوث الهواء عند مستوى سطح الأرض. إلا أن هذه الظاهرة لها تأثير كبير على تسخين الغلاف الجوي على ارتفاعات أعلى من كيلومترين. كما أنه يعتم سطح المحيطات عن طريق امتصاص أشعة الشمس.
أظهر الخبراء في جزر المالديف عن طريق مقارنة الغلاف الجوي في الجزء الشمالي والجنوبي للجزيرة سنة 1990 بأن تأثير الجزيئات الملوثة الميكروبية في الغلاف الجوي في ذلك الوقت (والذي كان يهب عليها من جنوب الهند)، أدى إلى تقليل نسبة أشعة الشمس الواصلة إلى سطح المناطق الواقعة تحت تأثير الغيوم الملوثة بهذه الجزيئات بنسبة 10%.
كانت التوقعات تشير إلى أن تأثير جزيئات هذه المواد سيكون بين 0.5-1 %، لكن الاختلاف عن هذه التوقعات يمكن تفسيره بأن سببه هو تكوّن السحب بفعل هذه الجزيئات، مما أدى إلى تكون القطرات، لتكون هذه السحب أكثر انعكاسية لأشعة الشمس.
كما قد يكون وراء ظاهرة الإعتام العالمي تأثيرات محلية. ففي الوقت الذي يتجه العالم نحو الاحترار، إلا أنه هناك مناطق عرضة لرياح قادمة من مصادر رئيسية للتلوث (انبعاثات ثاني أكسيد الكبريت على وجه التحديد) تكون مناطق باردة، وهو ما يفسر برودة شرق الولايات المتحدة بالنسبة للجزء الغربي الحار.
إلا أن بعض الأبحاث تظهر أن سيكون الكربون الأسود المسؤول الثاني بعد غاز ثاني أكسيد الكربون عن الاحتباس الحراري. ويعتقد أن السناج سوف يمتص الطاقة الشمسية وينقلها إلى مناطق أخرى مثل جبال الهيمالايا حيث سيؤدي إلى ذوبان الجليد، والتي بدورها ستلقي بظلالها على الجليد القطبي بسبب نقصان بياض الأرض.
يرى بعض علماء المناخ أن الطائرات النفاثة ذات تأثير على ظاهرة الإعتام العالمي، لكن الملاحة الجوية المستمرة جعلت من الصعب مراقبة التغيرات وتأثيرها على هذه الظاهرة، إلى أن توقفت الملاحة الجوية فوق الولايات المتحدة الأمريكية لمدة ثلاث أيام بعد أحداث 11 سبتمبر 2001، والتي أوجدت فرصة فريدة لمراقبة تأثير الطيران على المناخ في الولايات المتحدة. وقد لوحظ بأن تباين درجات الحرارة اليومية ازداد بمقدار درجة مئوية في بعض المناطق من الولايات المتحدة، أي أن الطيران يؤثر بتخفيضه لدرجة الحرارة خلال النهار وزيادتها خلال الليل.
يمكن أن يعكس الرماد البركاني المحمول مع الهواء أشعة الشمس إلى الفضاء الخارجي، لذلك يساهم في تبريد الأرض. وقد لوحظ انخفاض في درجة حرارة الأرض بعد انفجار بركان جبل آغونغ سنة 1963 في بالي وبركان رويز في كولومبيا سنة 1983 وبركان بيناتوبو في الفلبين سنة 1991. لكن حتى بالنسبة للانفجارات الكبرى فإن الرماد البركاني يبقى لفترة وجيزة في الجو.

## الاتجاه العكسي الحالي

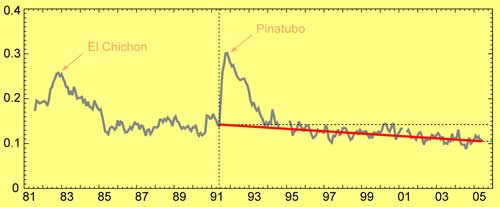
رسم بياني يوضح باللون الأحمر تناقص الضبوب التي تحجب ضوء الشمس منذ سنة 1991 عندما وقع ثوران جبل بيناتوبو وفق تقديرات ناسا.

سجل ويلد وآخرون تقريرًا رصدوا فيه إضاءة الأرض منذ سنة 1990 باستخدام قياسات أرضية كما وجد بينكر وآخرون إعتامًا قليلًا فوق اليابسة وإضاءة فوق المحيط. وبسبب وجود اختلاف في تقارير ويلد وبينكر عن الإعتام فوق الأرض، قامت ناسا سنة 2007 برعاية دراسة بواسطة الأقمار الاصطناعية لإلقاء الضوء على الملاحظات المحيرة المرصودة من قبل العلماء، ليُستنتَجَ أن أشعة الشمس الواصلة إلى الأرض خلال العقود السابقة كانت تتناقص بشكل ثابت حتى سنة 1990، حيث حدث تحول من الإعتام إلى الإضاءة وترافق ذلك مع تناقص جزيئات الضبوب في الغلاف الجوي. لوحظ هذا التغير في أوروبا خاصة، حيث اتخذت العديد من الحكومات خطوات لتقليل انبعاث الضبوب في الغلاف الجوي.
انخفضت نسبة ضبوب السلفات بشكل كبير منذ سنة 1970 مع إصدار قانون الهواء النظيف في الولايات المتحدة، وقوانين مشابهة في أوروبا. ووفق هيئة حماية البيئة انخفضت نسبة انبعاث المواد الست الرئيسية الملوثة المشمولة في القانون في الولايات المتحدة بنسبة 53% في الفترة الزمنية ما بين عامي 1970 و2005، ومن ذلك الحين بدأت تظهر الآثار الواضحة لظاهرة الاحتباس الحراري.

## العلاقة مع دورة الماء

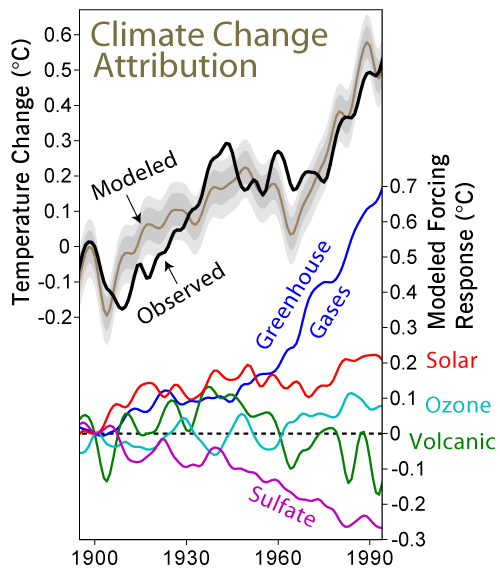
يوضح الشكل على مستوى التوافق مع نموذج المناخ المقادة بخمسة عوامل وتسجيل درجات الحرارة التاريخية. يعد الكبريت العنصر السلبي الذي ينبعث مع الضبوب الجوي وينحى عليها باللائمة في الإعتام العالمي.

قد يكون للتلوث الناتج من قبل البشر نتائج خطيرة في إضعاف دورة المياه الأرضية، فستحد من هطول الأمطار ويهدد إمدادات المياه العذبة. أشارت دراسة قام بها باحثون في معهد سكريبس لعلوم المحيطات سنة 2001، إلى أن جسيمات صغيرة من الضبوب وغيرها من الملوثات لها تأثير كبير على دورة الماء. وفقًا لفيبراهادران راماناثان فإن «الطاقة اللآزمة لدورة الماء تأتي من أشعة الشمس، حيث تؤدي أشعة الشمس إلى ارتفاع درجة المحيطات، ليتبخر الماء إلى الغلاف الجوي، ومن ثم يعود على شكل أمطار. وهكذا فإن الضبوب سيخفض ضوء الشمس بكميات كبيرة، ليقلل من كمية الأمطار الهاطلة على الأرض.»
كما قد يتسبب الإعتام في تغيرات واسعة في أنماط الطقس. فتخمن نماذج المناخ الافتراضية بإن انخفاض نسبة الإشعاع الشمسي أدى إلى إضعاف الرياح الموسمية في صحراء أفريقيا في الفترة ما بين عامي 1970 و1980، إضافة إلى ارتباط هذه الظاهرة مع المجاعات والتي سببها التلوث الكبير في النصف الشمالي للكرة الأرضية مما برّد المحيط الأطلسي.
ونتيجة هذا، تزحزح حزام الأمطار الاستوائية عن موقعه في خطوط العرض الشمالية، مما تسبب في غياب الأمطار الموسمية. على أي حال هذه النتيجة ليست مقبولة بشكل عالمي ومن الصعب إثباتها. ومع ذلك، وجدت دراسة صينية سنة 2009 أن البيانات المستمرة لهطول الأمطار لمدة 50 عام في معظم أجزاء شرق الصين لا يرى فيها تغييرًا كبيرًا في كمية المياه ولكن الأمطار الخفيفة قلّت. وبالإضافة إلى ذلك، لم يتزامن انتقال بخار الماء في الجو مع تواتر المطر الخفيف. نمذج الباحثون تأثير الضبوب الجوي وخلصوا إلى أن التأثير الكلي وهو أن قطرات الماء في حالات التلوث يصغر حجمها 50 % عن وضعها الأصلي، كما خلصوا إلى أنه كلما كان الحجم أصغر، كلما أعاق تشكيل غيوم المطر وسقوط الأمطار الخفيفة المفيدة للزراعة.
وخلصت دراسة سنة 2001 من قبل باحثين معهد سكريبس لعلوم المحيطات أن عدم التوازن بين الإعتام العالمي وظاهرة الاحتباس الحراري على السطح، يؤدي إلى ضعف تدفقات الحرارة في الغلاف الجوي المضطرب، وهذا يعني تقليل التبخر على الصعيد العالمي، وبالتالي فإن هطول الأمطار يحدث في عالم أكثر دفئًا وعتمة، الأمر الذي قد يؤدي في النهاية إلى غلاف جوي أكثر رطوبة وكميات أمطار أقل.
أظهرت دراسة لناسا بأن العديد من العواصف الترابية الكبرى في الصحراء الكبرى التي حدثت في شهري تموز وحزيران من سنة 2006، قد أرسلت كمية من الغبار فوق المحيط الأطلسي، وقد قلل هذا من تطور الأعاصير.

## العلاقة مع الاحترار العالمي
يعتبر بعض العلماء الآن أن آثار الإعتام العالمي قد تخفي تأثير الاحترار العالمي إلى حد ما، كما أن الإعتام العالمي قد يؤدي بالتالي إلى زيادة في ارتفاع درجات الحرارة في المستقبل. ووفقًا لبيانات ليبيرت «كنا نعيش في ظاهرة الاحتباس الحراري، إضافة إلى ظاهرة الإعتام العالمي والآن لم يعد هناك إعتام. لذا نحن في نهاية المطاف نعيش في عالم محتبس حراريًا، والذي سيكون أسوأ بكثير مما كنا نعتقد أنه سيكون، سيكون أكثر سخونة بكثير.» حجم التأثير الإخفائي لهذه الظاهرة واحدة من المشاكل الرئيسية في تغير المناخ مع الانعكاسات الكبيرة على تغيرات المناخ في المستقبل واستجابات السياسة العامة لظاهرة الاحتباس الحراري.
كما أن العلاقات المتبادلة بين نظريتي التعديل المناخي درست، فالاحترار العالمي والإعتام العالمي ليسا متناقضين ولا يستبعد بعضها بعضًا. في دراسة نشرت يوم 8 مارس 2005 في خطابات الاتحاد الجغرافي الأميركي للأبحاث الجيوفيزيائية، قام فريق بحث بقيادة رومانو اناستازيا من إدارة جامعة كولومبيا في الفيزياء التطبيقية والرياضيات في نيويورك، أظهرت أيضًا أن التعارض الظاهر ما بين ظاهرة الاحتباس الحراري والإعتام العالمي يمكن أن يحدث في نفس الوقت. أما العلاقة ما بين الاحتباس الحراري والإعتام العالمي، فالإعتام يحجب أشعة الشمس والتي لولاها لزاد التبخر، وفي نفس الوقت تمنع الجزيئات الملوثة من هطول المطر مما يعني بقاء السحب. ويعتبر بخار الماء من أهم غازات الدفيئة، كما أن الإعتام العالمي يؤثر في هطول الأمطار، ويلعب هطول الأمطار دورًا رئيسيًا في تنقية السماء من الملوثات.
ضخمت السحب البنية من ظاهرة الاحتباس الحراري وفقًا لراماناثان الباحث في كيمياء الغلاف الجوي في معهد سكريبس لعلوم المحيطات، «إن التفكير التقليدي هو أن الغيوم البنية تخفي ما يصل إلى 50% من غازات الاحتباس الحراري المسببة للاحتباس الحراري من خلال ما يسمى الإعتام العالمي... ولئن كان هذا صحيحًا على الصعيد العالمي، فإن جزيئات الضبوب في الغيوم البنية تضخم في الواقع من الإتجاه نحو ارتفاع حرارة الغلاف الجوي الناجم عن غازات الدفيئة بنسبة تصل إلى 50% في جنوب وشرق آسيا.»

## إمكانية الاستخدام للتخفيف من الاحتباس الحراري
اقترح بعض العلماء استخدام الضبوب لدرأ آثار الاحترار العالمي كإجراء طارئ. ففي عام 1974، اقترح ميخائيل بوديكوف أنه إذا أصبحت ظاهرة الاحتباس الحراري مشكلة، فيمكن تبريد كوكب الأرض من خلال حرق الكبريت في الغلاف الجوي، والتي من شأنه أن يخلق الضباب. فزيادة نصوع الأرض بنسبة 0.5 % كافية لخفض تأثير غاز ثاني أكسيد الكربون إلى النصف.
وأبسط الحلول هو ببساطة زيادة انبعاث الكبريت، والتي ستتجمع في طبقة التروبوسفير، وفي حال حدوث هذا فإن الأرض ستواجه عدة مشاكل:
- سيتسبب تواجد الكبريت في الجو في مشاكل كبيرة كالأمطار الحامضية[52]
- يسبب الكربون الأسود مشاكل صحية للإنسان.[52]
- سيخل الإعتام بالتوازن البيئي كالتغيرات البيئية ومعدلات هطول الأمطار.[52]
- عمر الضبوب قصير نسبيًا.

في الواقع، يعتقد أن الحل هو نقل الكبريت إلى الطبقة التالية الأعلى في الغلاف الجوي (الستراتوسفير). سيبقى ضبوب الستراتوسفير لسنوات بدلاً من أسابيع، كما أنه يتطلب كمية قليلة نسبيًا (كميات كبيرة لكنها قليلة بالنسبة إلى الحالة الأولى) من الكبريت، والآثار الجانبية ستكون أقل. وهذا يتطلب تطوير وسيلة فعالة لنقل كميات كبيرة من الغازات إلى الغلاف الجوي.
في حين يرى غافين سكميدت أن الأفكار التي تطلب انبعاثات لجزيئات الضبوب لمواجهة الاحتباس الحراري ما هي إلا صفقة مع الشيطان، لأن هذا يتطلب زيادة تراكمات جزيئات الضبوب في الغلاف الجوي أمام تراكم الغازات الدفيئة في الغلاف الجوي من أجل المحافظة على المكاسب والنقود.

## طالع أيضًا
- تغير المناخ
- تأثيرات التغير المناخي على البشر

## وصلات خارجية
- Roderick، Michael. "Global Dimming Bibliography". مؤرشف من الأصل في 2008-01-21.
- Saunders، Alison. "Global Dimming Bibliography". مؤرشف من الأصل في 2007-12-31.
- Shah، Anup. "Global Dimming". Global Issues. مؤرشف من الأصل في 2008-08-28.
- Liepert، Beate. "Global Dimming (requires flash)". Lamont-Doherty Earth Observatory of Columbia University. مؤرشف من الأصل في 2019-06-10.
- Schmidt، Gavin. "Global Dimming - part 1". RealClimate. مؤرشف من الأصل في 2017-06-19.
- Liepert، Beate. "Global Dimming - part 2". RealClimate. مؤرشف من الأصل في 2017-05-22.
- Connolley، William. "Global Dimming may have a brighter future". RealClimate. مؤرشف من الأصل في 2016-10-23.
- Haywood، Jim. "Met Office: Global dimming". The Met Office. مؤرشف من الأصل في 2010-12-29.
- "Brown Cloud". Ecoshock. مؤرشف من الأصل (mp3) في 2009-09-07.
- "BBC Global Dimming Q&A". مؤرشف من الأصل في 2020-09-13.
- Adam، David (18 ديسمبر 2003). "Goodbye Sunshine". The Guardian. مؤرشف من الأصل في 2007-06-30.
- Chang، Kenneth (13 مايو 2004). "Globe Grows Darker as Sunshine Diminishes 10% to 37%". The New York Times. مؤرشف من الأصل في 2012-04-06. اطلع عليه بتاريخ 2011-02-05.
- Appell، David (2 أغسطس 2004). "The Darkening Earth Less sun at the Earth's surface complicates climate models". Scientific American. مؤرشف من الأصل في 2007-10-13.
- Keen، Kip (22 سبتمبر 2004). "Dim Sun Global dimming? Global warming? What's with the globe, anyway?". Grist Magazine. مؤرشف من الأصل في 2008-05-14.
- Sington، David (13 يناير 2005). "Why the Sun seems to be 'dimming'". BBC News. مؤرشف من الأصل في 2017-04-09.
- Onion، Amanda (9 فبراير 2006). "Are Skies Dimming Over Earth? Data Suggest Human Pollution Can Lead to Darker Days". ABC News. مؤرشف من الأصل في 2017-08-05.
- "Transported Black Carbon A Significant Player In Pacific Ocean Climate". Science Daily. 15 مارس 2007. مؤرشف من الأصل في 2019-06-24.
- "Global 'Sunscreen' Has Likely Thinned, Report NASA Scientists". NASA. 15 مارس 2007. مؤرشف من الأصل في 2020-08-23.
- Catherine، Brahic (14 نوفمبر 2007). "Pollution is dimming India's sunshine". New Scientist. مؤرشف من الأصل في 2008-05-15.
- Seinfeld، John (يناير 2008). "Atmospheric science: Black carbon and brown clouds". Nature Geoscience. ج. 1 ع. 1: 15–6. DOI:10.1038/ngeo.2007.62. مؤرشف من الأصل في 2017-05-20.